# Kontrolle
Kontrolle ist die Überwachung oder Überprüfung eines Sachverhalts oder einer Person und somit ein Mittel zur Herrschaft oder Gewalt über jemanden oder etwas. Eine andere, herrschafts- und gewaltfreie Definition von Kontrolle findet sich beispielsweise im betriebswirtschaftlichen Controlling oder in der handlungspsychologischen Kontrolle (siehe unten) eines Individuums über sein eigenes Leben.

## Etymologie
Etymologisch stammt das Wort von französisch contrôle, in älterer Schreibweise contrerolle (zu französisch contre, ‚gegen‘ und französisch rôle, ‚Rolle‘, ‚Register‘), das ursprünglich ein „Gegenregister zur Nachprüfung von Angaben eines Originalregisters“ bezeichnete. Gotthold Ephraim Lessing übernahm das französische Wort ersichtlich erstmals im Jahre 1767, als er davon sprach, dass Voltaire „mit seiner historischen Kontrolle ganz unleidlich“ sei. Das Wort kam in seiner heutigen Bedeutung erst im 19. Jahrhundert in Gebrauch.

## Kontrolle aus kognitionspsychologischer Sicht

### Kontrollüberzeugung
Als Julian Rotter mit seinem Locus of Control 1966 erstmals den Kontrollbegriff in die Psychologie einführte, ging es ihm darum, eine Skala einzuführen, an deren positivem Pol sich die Leistungsmotivation (internal Locus of Control) und an deren negativem Pol sich die soziale Fremdgesteuertheit (external Locus of Control) befand.
Wenn ein bekräftigendes Ereignis (reinforcement) von einer Person wahrgenommen wird als Folge des eigenen Handelns, jedoch nicht als vollständig von dem eigenen Handeln abhängig, wird dies in unserer Kultur üblicherweise wahrgenommen als das Ergebnis von Glück, Zufall, Schicksal oder als unter der Kontrolle mächtiger anderer Personen stehend, oder als unvorhersehbar wegen der großen Komplexität der Einflüsse aus der Umgebung. Wenn das Ergebnis von einem Individuum in dieser Weise interpretiert wird, bezeichnet Rotter dies als eine externe Kontroll-Meinung (belief in external control).
Wenn die Person das Ereignis als abhängig vom eigenen Handeln oder abhängig von persönlichen, relativ überdauernden Charaktermerkmalen wahrnimmt, bezeichnet Rotter dies als interne Kontroll-Meinung (belief in internal control).
Rotter nimmt an, dass diese Variable von hoher Bedeutung für das Verständnis von Lernprozessen in unterschiedlichen Lernsituationen ist – und dass es grundlegende Unterschiede zwischen Individuen gibt, die sich auf das Ausmaß ihrer Bereitschaft beziehen, Belohnungen als unter der eigenen Kontrolle stehend zu erleben, auch wenn die Situation die gleiche ist. Nach Rotter kommt es darauf an, ob das Individuum meint oder glaubt (belief), externale oder internale Kontrolle zu haben. Sein Locus of Control entfaltete eine bis heute andauernde mächtige Wirkung.

### Attributionstheorie
Bernard Weiner griff diese Kontrolltheorie 1971 auf, und differenzierte die Attribuierung der Kontrolle in Richtung persönlicher Erfolg:
Besonders günstige emotionale Konsequenzen (z. B. Stolz) haben Individuen, die Misserfolge external (z. B. Zufall, Umstände) und Erfolge internal (z. B. Ausdauer, Fähigkeit) attribuieren, weil dies negative selbstwertbezogene Affekte verhindere. Ein solches Attributionsmuster führt zu hohen positiven und zu geringen negativen Anreizen für Leistungshandeln und sollte das Individuum dazu bewegen, leistungsbezogene Tätigkeiten aufzunehmen.
Weiterhin differenziert Weiner die beiden Stufen der Attribuierung von Leistungsmotivation: auf der ersten Stufe der 'externalen Mißerfolgsattribution' sei es ungünstig, den Misserfolg stabil, hingegen günstig, ihn variabel zu attribuieren, während auf der zweiten Stufe der 'internalen Erfolgsattribution' genau das Umgekehrte gilt; es ist also dort ungünstig, den Erfolg variabel, und günstig, den Erfolg stabil internal zu attribuieren.

#### Erlernte Hilflosigkeit
Bereits ein Jahr nach dem Locus of Control, 1967, leistete Martin Seligman mit der erlernten Hilflosigkeit einen indirekten, aber äußerst folgenreichen Beitrag zur Kontrolltheorie:
Hilflosigkeit ist nach Seligman der psychische  Zustand, der häufig hervorgerufen wird, wenn Ereignisse unkontrollierbar sind. Die entscheidenden noch vom behavioristischen Denken geprägten Begriffe sind willentliche Reaktionen (voluntary response) und Unabhängigkeit von Reaktion und Konsequenz (response-outcome independence).
Damit wird Kontrolle als das Gegenteil von erlernter Hilflosigkeit definiert.

#### Attributeinteilung beim Menschen
Da Seligman seine Forschungsergebnisse an Hunden gewann, die beispielsweise mit der Schnauze Stromstöße je nach Versuchsbedingung abschalten konnten oder auch nicht, veränderten Abramson, Seligman und Teasdale 1978 die Theorie unter der Maßgabe ihrer besseren Anwendbarkeit beim Menschen. Das Ergebnis ist ein attributionstheoretischer Ansatz, bei dem eine Differenzierung nach universeller versus persönlicher, allgemeiner versus spezifischer und chronischer versus vorübergehender Hilflosigkeit vorgenommen wird:
1. Universell hilflos mache beispielsweise die unheilbare Leukämie seines Kindes einen Vater, der vergeblich alle Hebel in Bewegung setze, das Leben seines Kindes zu retten und von anderen retten zu lassen: der Vater glaube, der Krankheitsverlauf sei völlig unabhängig von all seinen und auch den Bemühungen anderer.
Persönlich hilflos mache beispielsweise der ausbleibende Lernerfolg einen Schüler, der all seine Hausaufgaben mache, den prüfungsrelevanten Stoff pauke und einen Nachhilfelehrer engagiere, und trotzdem in allen Prüfungen durchfalle. Dieser Schüler gelange zur Überzeugung, er sei eben dumm, und gebe auf, die Prüfungen bestehen zu wollen.
Diese Situation gilt den Autoren als unkontrollierbar, insofern als die Person zunächst glaubte, es würden Handlungsalternativen zum Status quo existieren, die bei konsequenter Durchführung einen Prüfungserfolg ermöglichen würden, auch wenn er sie derzeit noch nicht praktiziere, aber sie dann glaubt, unabhängig von jeglicher Willensanstrengung, die sie unternehme, könne sie die Wahrscheinlichkeit guter Noten durch ihre Bemühungen dennoch nicht steigern.
2. Allgemein hilflos mache beispielsweise ein breites Spektrum von Situationen (beispielsweise ein Prüfungsversagen in allen wichtigen Schulfächern oder Panikstörungen), wohingegen, wenn dies nur in einem eng abgrenzbaren Bereich (beispielsweise ein Prüfungsversagen in einem wichtigen Schulfach oder eine Agoraphobie) auftrete, dieses Verhalten als spezifisch unkontrollierbar gelte.
3. Chronisch hilflos sei beispielsweise eine depressive Person, wenn sie von jahrelanger Hilflosigkeit gezeichnet sei, während als vorübergehend unkontrollierbar ein kurz anhaltender, beispielsweise minutenlanger und auch nicht immer wiederkehrender depressiver Zustand gelte.[6]

Indem jeweils einem hilflosmachenden Zustand 1 ein eher kontrollierbarer Zustand 2 (universell | persönlich unkontrollierbar, allgemein | spezifisch unkontrollierbar und chronisch | vorübergehend unkontrollierbar) zur Seite gestellt wird, vermenschlichen die Autoren die Kontrolltheorie und machen sie damit pädagogisch, klinisch- und entwicklungspsychologisch anwendbar.

## Kontrolle aus handlungspsychologischer Sicht
Bei Rainer Oesterreich rückt der Kontrollbegriff 1981 erstmals ins Zentrum einer psychologischen Theorie. Die Konzeption von Seligman führe zu unplausiblen Folgerungen, nach denen eine Person über Kontrolle verfüge, obwohl dem gesunden Menschenverstand folgend die Situation das genaue Gegenteil offenbare. Die 1. Situation soll verdeutlichen, dass in einer angemessenen Definition von Kontrolle die Zielgerichtetheit des Handelns einer Person berücksichtigt werden muss, die 2. Situation, dass zusätzlich die Kenntnisse einer Person, die Oesterreich Kontrollkompetenz nennt, zu beachten sind:
1. In Situation 1 sind alle Ereignisse abhängig von den Handlungen einer Person, alle möglichen Ereignisse sind jedoch unerwünscht oder beenden gar die Existenz der Person: Ein Flugzeug hat über dem Atlantik die Orientierung verloren. Als der Pilot seine geographische Lage wieder ermittelt hat, stellt er fest, dass kein Festland geschweige denn ein Flugplatz nahe genug ist, um mit dem verbliebenen Treibstoffvorrat erreichbar zu sein, lediglich eine felsige Insel, auf der das Flugzeug zerschellen würde. Der Pilot hat Handlungsalternativen mit verschiedenen Konsequenzen, die ihm auch alle bekannt sind. Im Konzept von Seligman verfügt der Pilot daher über Kontrolle, nicht aber nach Oesterreich: Der Fehler liege darin, dass von dem Handlungsziel des Subjektes Pilot abstrahiert wird, im Beispiel von seinem Ziel, das Flugzeug sicher zu landen.
2. In Situation 2 sind Ereignisse ebenfalls abhängig von den Handlungen einer Person, die Person weiß jedoch nicht in welcher Weise: Eine Person, die noch nie ein Flugzeug gesteuert hat, wird in einem Sportflugzeug mitgenommen. Der Pilot erleidet während des Fluges einen Herzinfarkt, die Person muss die Steuerung des Flugzeugs übernehmen. Dieser Person stehen eine Reihe von Handlungen – Betätigungen bestimmter Hebel usw. – zur Verfügung, die alle – unter Umständen sogar sehr deutliche – Ergebnisse haben, die Person weiß nur nicht welche. Im Konzept von Seligman verfügt auch diese Person über Kontrolle, wieder aber nicht nach Oesterreich, weil es ihr an Kontrollkompetenz mangelt.

Das Oesterreichsche Konzept der Kontrolle im Handeln betrifft das Verhältnis zwischen einem zielgerichtet Handelnden und Ereignissen in einer objektiven Situation, in der der Handelnde handelt. Kontrolle bezieht sich darauf, in welchem Maß das vom Handelnden zielgerichtet angestrebte Ereignis von seinen Handlungen abhängig oder unabhängig ist. Der Handelnde verfügt über eine Kontrollkompetenz, die bestimmt ist durch seine Kenntnisse über die Abhängigkeit des angestrebten Ereignisses von den eigenen Handlungen.
Indem Oesterreich Wirkwahrscheinlichkeiten in sein mathematisches Modell des Handlungsfeldes einführt, widerspricht er der kognitionspsychologischen Annahme, dass im Handlungsfeld jene Strukturen abgebildet seien, die sich im Kopf des Handelnden befänden; vielmehr bilde sein Modell des Handlungsfeldes objektive Strukturen ab, d. h. ein Netz von möglichen Handlungen, Konsequenzen und Wirkwahrscheinlichkeiten, die dem Handelnden unabhängig von seinen Kenntnissen und Meinungen gegeben sind. Sein mathematisches Modell des Handlungsfeldes soll also Strukturen abbilden, die der optimal Handelnde berücksichtigen müsste, wenn er Handlungsmöglichkeiten antizipiert und seinen Handlungsweg plant, also sein Handlungsprogramm entwirft. In Abhängigkeit von den interindividuell unterschiedlichen Handlungsfertigkeiten gibt es unterschiedliche Wirkwahrscheinlichkeiten der Handlungen. D. h., es kann z. B. sein, dass eine Handlung bei einer entsprechend geschickten Person mit einer Wirkwahrscheinlichkeit von 1 eine bestimmte Konsequenz erreicht, während für eine gänzlich ungeschickte Person dagegen die Wirkwahrscheinlichkeit 0 ist. Damit können sich bei gleichen materiellen Grundlagen eines Handlungsfeldes für verschiedene Handelnde verschiedene Strukturen des Handlungsfeldes ergeben. Oesterreich nimmt an, dass Wirkwahrscheinlichkeiten von Handlungen zum großen Teil in der Form von Gefühlen wirksam sind.
Das Oesterreichsche Motivationskonzept ist ebenfalls um den Kontrollbegriff zentriert, indem er ein anthropologisches Kontrollstreben annimmt, gemäß dem um des zukünftigen Handelns willen gehandelt wird, also zielgerecht gehandelt werde, um auch in Zukunft weiterhin zielgerecht handeln zu können. Das Kontrollstreben bestehe in dem Streben nach Erhaltung und Ausweitung der Kontrolle und Kontrollkompetenz, die Dietrich Dörner in eine epistemische und eine heuristische Kontrollkompetenz differenziert und damit den zentralen Unterschied zwischen der Kontrolle des Vorhandenen einerseits und des Neuen andrerseits bestimmt. Da auch eine Erhöhung der Handlungsfertigkeit die Kontrolle erhöht, bezieht sich das Kontrollstreben auch auf den Erwerb von Handlungsfertigkeit. In seiner allgemeinsten Form versteht Oesterreich unter Kontrolle die Regulierbarkeit von Handlungsbereichen und unter Kontrollkompetenz die Angemessenheit der inneren Repräsentation von Handlungsbereichen. Oesterreich nimmt an, dass Menschen sich von Anfang an auf der Basis des in ihnen angelegten Kontrollstrebens regulieren, ohne sich zu dieser Strategie aufgrund kultureller Prägungen oder normativer Erwägungen bewusst entschlossen zu haben.

## Kontrolle aus wirtschaftssoziologischer Sicht
In der Wirtschaftssoziologie werden verschiedene Formen der Kontrolle unterschieden, z. B. die formelle und die informelle Kontrolle (letztere im Englischen als clan control bezeichnet).
Die formelle Kontrolle ist durch das Aufstellen und Überwachen von explizit vorgegebenen Regeln und Prozeduren, Leistungsuntersuchungen von Mitarbeitern und von Sanktionen gekennzeichnet. Dadurch wird das Verhalten der Mitarbeiter direkt durch die Organisation und ihre Strukturen gelenkt. Wird das auf die Arbeit bezogene Verhalten und das Ergebnis nicht durch die Organisation spezifiziert, sondern von deren Mitgliedern selbst generiert, spricht man von informeller Kontrolle. Gemeinsam geteilte Werte, Überzeugungen und Zielsetzungen werden dann auch von den Mitarbeitern selbst kontrolliert, wobei angemessenes Verhalten verstärkt und belohnt wird. Informelle Kontrolle bzw. clan control führt laut den Wissenschaftlern T. K. Das und B. Teng zu höherem interpersonalen Respekt und weniger Misstrauen zwischen den Mitgliedern einer Organisation als formelle Kontrolle.